# Hawleyiet
Het mineraal hawleyiet is een cadmium-sulfide, met de chemische formule CdS. Hawleyietkristallen zijn geel tot oranje en bezitten een kubische structuur. Ze komen meestal voor als korrelige en zeer fijne eenheden, die steeds op een substraat (sfaleriet of sideriet) vastzitten.
Het mineraal is noch magnetisch, noch radioactief.

## Naamgeving en ontdekking
Hawleyiet is genoemd naar de Canadese geoloog en mineraloog James Edwin Hawley van de Queen's University Het mineraal werd in 1955 ontdekt in de Hector-Calumetmijn in Galena Hill, gelegen in het Canadese Yukon.